# Park Jung-soo
Park Jung-soo (* 13. Januar 1987) ist ein südkoreanischer Fußballspieler.

## Karriere
Park erlernte das Fußballspielen in der Universitätsmannschaft der Sangji University in Wonju. Seinen ersten Vertrag unterschrieb er 2009 bei Daejeon KHNP, einem Verein, der in der Korea National League spielte. 2010 wechselte er nach Tosu zum Zweitligisten Sagan Tosu. Nach einer Saison ging er 2011 nach Busan zu Busan Transportation Corporation FC, einem Verein der Korea National League. Über Fujian Smart Hero zog es ihn 2014 nach Thailand. Hier unterschrieb er einen Vertrag bei Chainat Hornbill FC. Der Verein spielte in der Thai Premier League, der höchsten Liga des Landes und ist in Chainat beheimatet. Nach der Hinserie 2015 ging er wieder nach Südkorea und schloss sich dem Zweitligisten Goyang Hi FC. Nach weiteren Stationen bei Pocheon Citizen FC (2017) und Gangwon FC (2018) nahm ihn 2019 der Zweitligist Gwangju FC aus Gwangju unter Vertrag.